# The Emperor Waltz (album)
The Emperor Waltz (podtytuł: Selections from Paramount’s Technicolor Picture) – album muzyczny piosenkarza i aktora Binga Crosby’ego wydany w 1948 roku przez Decca Records, zawierający utwory wykonane w filmie Cesarski walc (ang. The Emperor Waltz). Nie jest to ścieżka dźwiękowa, ale nowy album studyjny.

## Lista utworów
Utwory znalazły się na 2-płytowym, 78-obrotowym zestawie, Decca Album No. A-620.
płyta 1
| 1. | „Friendly Mountains”    | 3:04  |
|    |                         |       |
| 2. | „The Kiss in Your Eyes” | 3:01  |
|    |                         |       |
|    |                         | 06:05 |
|    |                         |       |
płyta 2
| 1. | „I Kiss Your Hand, Madame” | 3:09  |
|    |                            |       |
| 2. | „Emperor Waltz”            | 2:38  |
|    |                            |       |
|    |                            | 05:47 |
|    |                            |       |